# Oddíl kosmonautů RKK Energija

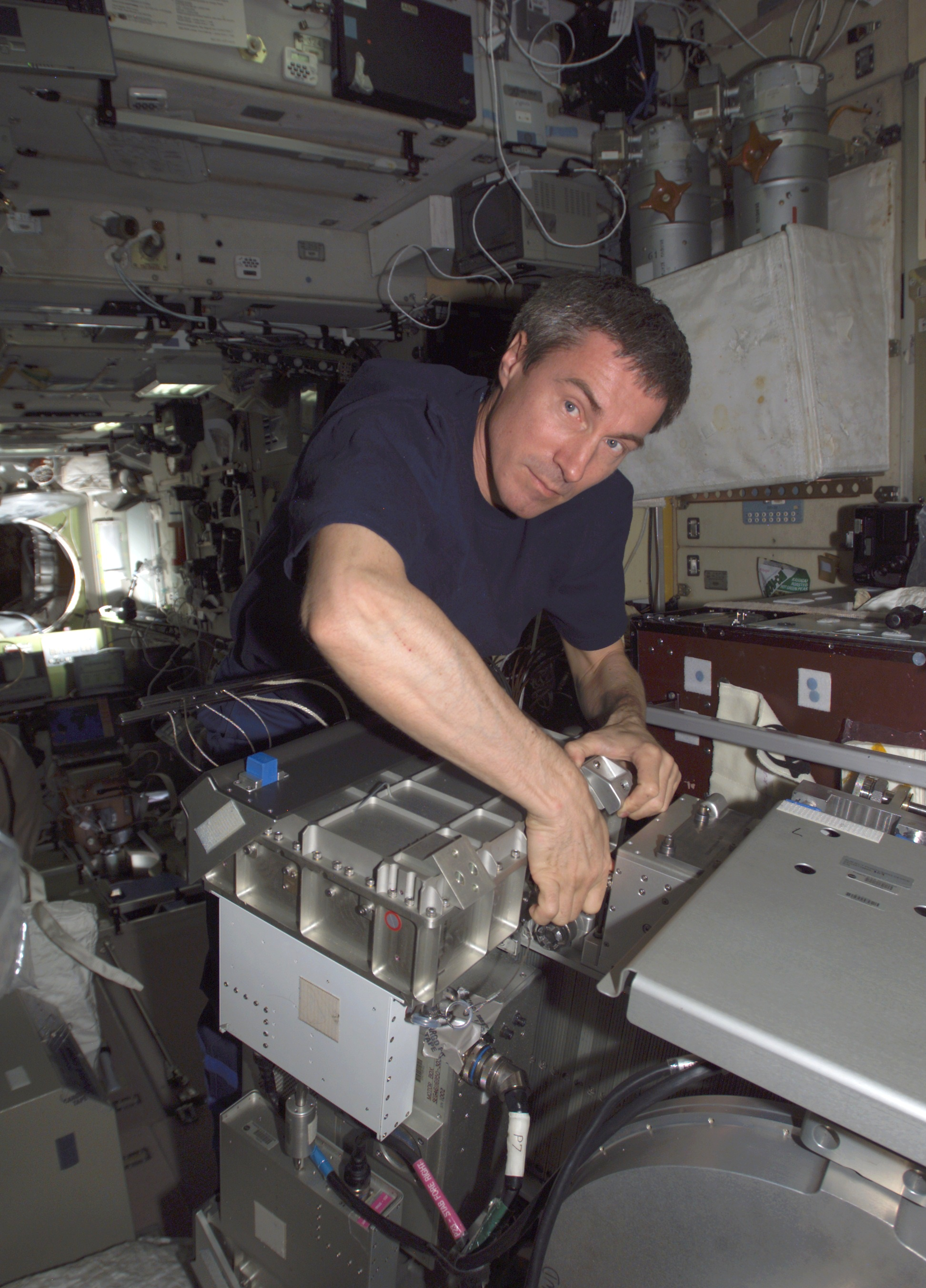
Sergej Krikaljov strávil ve vesmíru 803 dní, více než kdokoliv jiný. Zde na ISS.

Oddíl kosmonautů RKK Energija je jedním z oddílů kosmonautů v Rusku, resp. do roku 1991 v Sovětském svazu. Vlastní skupina kosmonautů, formálně „zkušebních inženýrů“, byla založena v dubnu 1966 z iniciativy vedení CKBEM (tehdejší název dnešní RKK Energija). V květnu 1968 byla už zcela oficiálně reorganizována v oddíl kosmonautů. Členové oddílu pravidelně obsazují místa v ruských, dříve sovětských, kosmických lodích a orbitálních stanicích.
Počátkem roku 2011 v souvislosti se sjednocením ruských oddílů kosmonautů většina kosmonautů Energije přešla do oddílu Střediska přípravy kosmonautů.

## Vznik oddílu
Inženýři OKB-1 projevili zájem o účast v kosmických letech už roku 1962, vedení OKB a osobně Sergej Koroljov myšlenku podporovalo a začalo prosazovat ve vládě. Koncem roku 1962 byly v OKB-1 pro zájemce zorganizovány přednášky o raketách a raketových motorech, konstrukci kosmických těles, biologii a lékařství, spojení, v létě 1963 i seskoky v aeroklubech.
V květnu 1964 vláda rozhodla o úpravě lodi Vostok na trojmístnou variantu nazvanou Voschod a účasti civilistů v letu. Do výběru pro Voschod 1 se OKB-1 plně zapojilo, pro výběr a přípravu budoucích kosmonautů vznikl v podniku útvar č. 90 (roku 1966 přečíslovaný na č. 731, později změnil označení ještě několikrát) do jehož čela byl postaven Sergej Anochin. Letu Voschodu 1 se z OKB-1 zúčastnil Konstantin Feoktistov.
I po letu Feoktistova v Voschodu tlačil Koroljov na vytvoření oddílu. Ve vládě, resp. vojensko-průmyslové komisi vlády ale nedosáhl úspěchu. Nezávisle na postoji nadřízených úřadů na jaře 1965 OKB-1 poslalo do Institutu lékařsko-biologických problémů (IMBP) na prohlídky skupinu asi 50 (podle některých zdrojů až 200) kandidátů, včetně několika žen. Lékařský souhlas k výcviku získalo dvanáct z nich.
Když se přiblížily lety lodí Sojuz, pohnula se i formální stránka věci. 15. března 1966 ministr všeobecného strojírenství pověřil OKB-1 přípravou civilních kosmonautů a 9. dubna 1966 Koroljovův nástupce Vasilij Mišin rozhodl o zformování skupiny kosmonautů, formálně nazvaných zkušební inženýři (rusky инженеры-испытатели), v útvaru č. 90. Kosmonauté se měli účastnit letů lodí Sojuz, L-1 a L-3. Dvanáctka z minulého roku byla znova podrobena dalšímu kolu prohlídek v IMBP, do skupiny bylo nakonec jmenováno osm lidí – Sergej Anochin, Jevgrafovič Bugrov, Vladislav Volkov, Georgij Grečko, Gennadij Dolgopolov, Alexej Jelisejev, Valerij Kubasov a Oleg Makarov. Všichni zahájili všeobecnou kosmickou přípravu v CKBEM, včetně letů v beztíži a nácviku přistání na moři.
V srpnu 1966 společný výcvik s vojenskými kosmonauty v CPK povolili vojáci až po vlastních lékařských testech pouze čtveřici Volkov, Jelisejev, Kubasov a Grečko (po měsíci nahrazen Makarovem), ostatní pokračovali v výcviku v CKBEM. Od ledna 1967 byla skupina rozšířena o Vitalije Sevasťjanova a Nikolaje Rukavišnikova, oba byli zařazeni do programu L-1.
27. března 1967 vláda stanovila postup výběru a výcviku kosmonautů. Současně rozhodla o vytvoření oddílů kosmonautů ve resortech – ministerstvu obrany, všeobecného strojírenství, zdravotnictví a Akademii věd.
V srpnu 1967 přípravu v rámci programu L-3 zahájili v CKBEM Anochin, Bugrov, Dolgopolov a tři nováčci Nikitskij, Pacajev a Jazdovskij. 27. května 1968 byl příkazem ministra všeobecného strojírenství založen oddíl kosmonautů CKBEM a do oddílu bylo zařazeno 9 z členů dosavadní skupiny, totiž Volkov, Grečko, Jelisejev, Kubasov, Makarov, Pacajev, Rukavišnikov, Sevasťjanov a Jazdovskij. Dále Konstantin Feoktistov (jediný se zkušeností kosmického letu) a Vladimir Fartušnyj z Institutu elektrosvařování Akademie věd Ukrajiny v Kyjevě.

## Doplňování oddílu
Inženýři z CKBEM/NPO Energija/RKK Energija si podávali žádosti zařazení do oddílu, vhodní kandidáti byli odesíláni na pozorování do IMBP a získávali souhlas Hlavní lékařské komise k výcviku průběžně. Poté (i po několika letech) Státní meziresortní komise dávala doporučení k zařazení do oddílu jako zkušebního kosmonauta. Ke kosmonautům oddílu CKBEM tak přišli v březnu 1972 Boris Andrejev, Valentin Lebeděv a Jurij Ponomarjov. Už po roce (v březnu 1973) ještě Vladimir Aksjonov, Alexandr Ivančenkov, Valerij Rjumin a Gennadij Strekalov.
Po delší přestávce byli přijato do oddílu sedm nových kosmonautů v prosinci 1978.
Začátkem 80. let byl pozměněn postup přijímání kosmonautů. Státní meziresortní komise doporučovala uchazeče k zařazení do oddílu jako „kandidáta na zkušebního kosmonauta“, po absolvování všeobecné kosmické přípravy ve středisku NPO Energija a stáži v Hvězdném městečku, kandidátovi Meziresortní kvalifikační komise přiznala kvalifikaci „zkušebního kosmonauta“.
V letech 1980 – 1983 byly přijaty dvě ženy, další byla převedena z jiné organizace. V letech 1983 - 1989 přišlo do oddílu devět nových kosmonautů. V devadesátých letech byl oddíl rozšiřován o 2 - 3 členy zpravidla po dvou letech, celkem bylo přijato jedenáct nováčků. V novém století proběhly dva nábory. Roku 2003 byli přijati tři kandidáti. Při náboru roku 2006 byl mezi zaměstnanci společnosti tak nízký zájem, že byla zrušena podmínka aspoň tří let zaměstnání ve společnosti, přesto byli přijati pouze dva kandidáti.

## Lunární program
V druhé polovině roku 1966 se rozběhl sovětský lunární program. Sestával ze tří částí. V lodi Sojuz si kosmonauti měli nacvičit setkávání a spojování lodí v kosmu, v lodi L-1 obletět Měsíc a v lodi L-3 přistát na Měsíci.

### Sojuz
Od září 1966 se v CPK společně s vojenskými kosmonauty připravovali k letu Sojuzem Volkov, Jelisejev, Kubasov a Grečko, ten si po měsíci zlomil nohu a byl nahrazen Makarovem, už v lednu 1967 přeřazeným do programu L-1. Po několika neúspěších (lety Sojuzu 1, Sojuzu 2 a 3) se Sojuz 4 a 5 spojily a Jelisejev a Chrunov (z CPK) přeručkovali po vnějším povrchu lodí z jedné do druhé. V září 1969 se Jelisejev, Kubasov a Volkov zúčastnili skupinového letu tří Sojuzů, pokus o spojení Sojuzu 7 a 8 a přestup kosmonautů novým stykovacím uzlem vnitřkem lodi se nezdařil.
Program Sojuz pokračoval dlouhodobým letem Sojuzu 9 v červnu 1970. 17 dní a 16 hodin tehdy strávil ve vesmíru Nikolajev z oddílu CPK a Sevasťanov. V záložních posádkách byli za CKBEM Grečko a Jazdovskij.
Setkání a spojení lunárního orbitálního a přistávacího modulu měl nazkoušet další let Sojuzu v rámci programu Kontakt. Na let se z kosmonautů oddílu připravovali od května 1969 Pacajev, od března 1970 i Makarov a Rukavišnikov, později též Jazdovskij a Grečko. V červenci 1971 byl let zrušen a kosmonauti přeřazeni.

### Programy L-1 a L-3
Na oblet Měsíce (loď L-1) se v Hvězdném městečku společně s vojenskými kolegy od ledna 1967 připravovali Sevasťanov, Rukavišnikov a Makarov, později i Grečko.
Do skupiny určené k přistání na Měsíci (loď L-3) byli v září 1967 určeni Anochin, Bugrov, Nikitskij (nebyli v květnu 1968 pojati do oddílu CKBEM a odešli), Jazdovskij (pouze do roku 1968) a Pacajev. Od začátku roku 1968 i Makarov, Sevasťanov a Rukavišnikov, krátce i Feoktistov.
Už v únoru 1969 byli Grečko a Sevasťanov přeřazeni do skupiny připravující se na let tří Sojuzů. V květnu 1969 Pacajev a v lednu 1970 Rukašvinikov s Makarovem přešli do programu Kontakt. V programech L-1 a L-3 tak nezůstal nikdo.

## Orbitální stanice – Saljut 1, Saljut 4

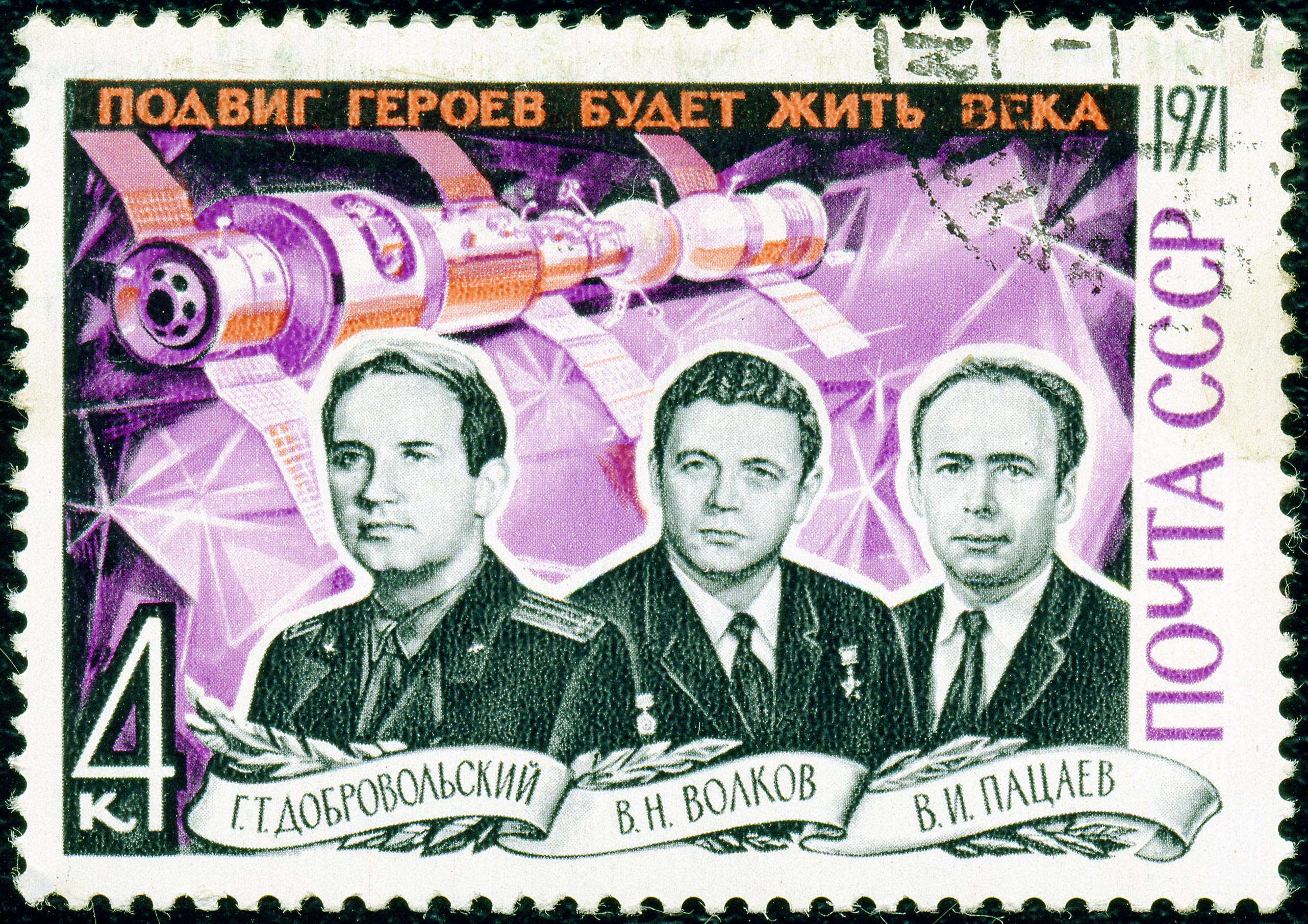
Dobrovolskij, Volkov, Pacajev, zahynuli při přistání Sojuzu 11

Roku 1970 se rozběhl program Saljut. V červnu – září byli zformovány tříčlenné posádky pro stanice, sestávající z kosmonautů oddílů CPK a CKBEM. Do kosmu letěli vždy velitel z CPK a dva kosmonauti oddílu CKBEM. Při prvním letu – Sojuzu 10 – se nepodařilo kosmonautům přestoupit do stanice. V následujícím Sojuzu 11 po úspěšném čtyřtýdenním letu posádka zahynula při přistání.
Po neštěstí byl počet kosmonautů létajících v Sojuzech snížen na dva. Bylo zavedeno pravidlo, že velitel lodi je kosmonaut oddílu CPK, palubní inženýr člen oddílu CKBEM.
Pokusy o vypuštění dalších stanic roku 1972 a 1973 se nesetkaly z úspěchem, upravené Sojuzy byly využity ke dvěma samostatným letům (Sojuz 12 a 13).
Další úspěšné vypuštění orbitální stanice řady Saljut proběhlo až v prosinci 1974. Stanice Saljut 4 byla během roku 1975 obydlena dvakrát, jeden let neuspěl se spojením.

## Sojuz – Apollo
Po rozhodnutí o provedení letu Sojuz-Apollo byli pro program vyčleněni Andrejev, Ivančenkov, Rukašvinikov a Kubasov. Rukavišnikov byl zařazen do zkušebního letu Sojuzu 18, Kubasov se zúčastnil sovětsko-amerického letu.

## Orbitální stanice – Saljut 6, Saljut 7, Mir

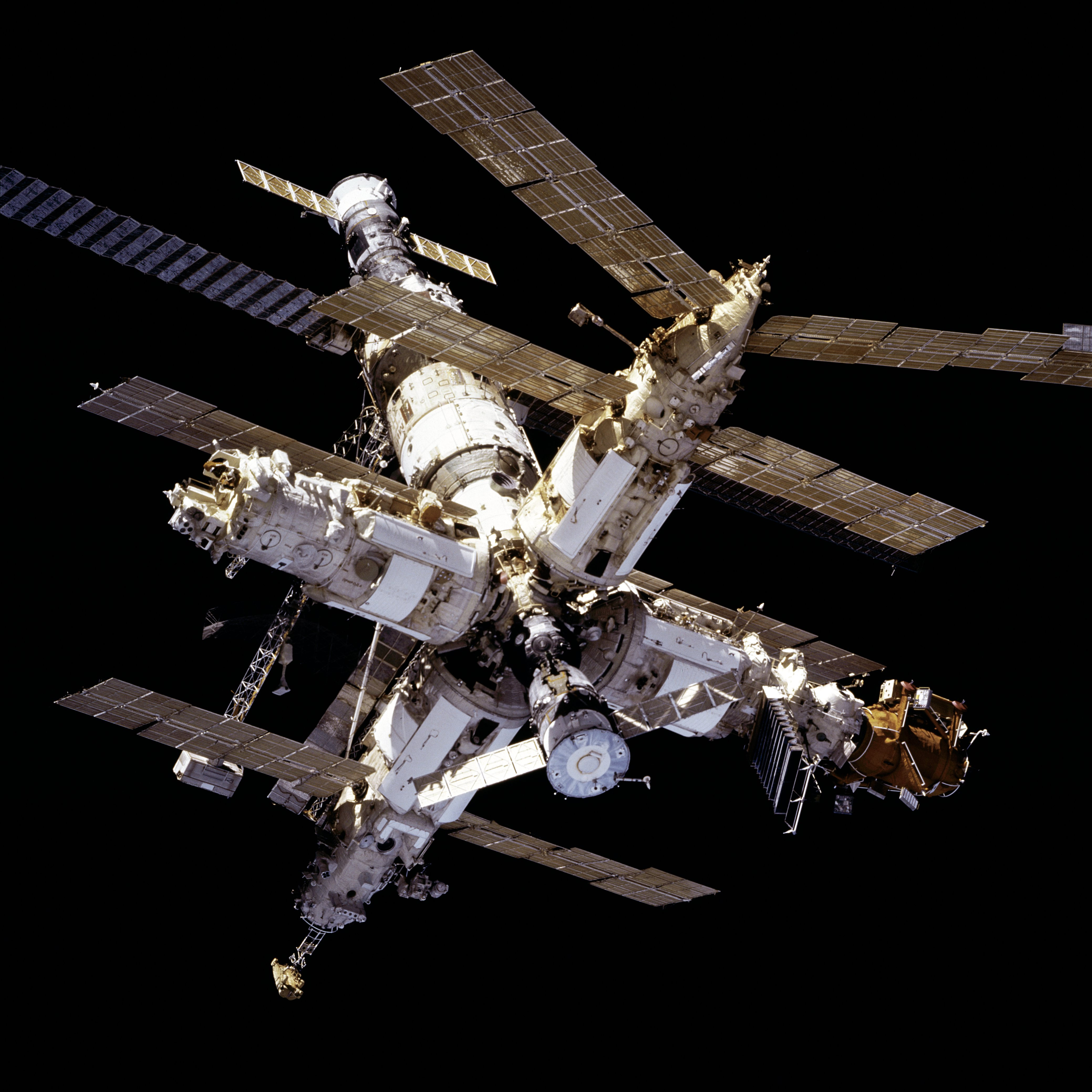
Orbitální stanice Mir roku 1997

V září 1977 byla vypuštěna další orbitální stanice – Saljut 6. Obydlena byla dvoučlennými posádkami. První pokus o obydlení stanice (let Sojuz 25 se dvěma nováčky Kovaljonkem a Rjuminem) nebyl úspěšný. Proto bylo zavedeno pravidlo, že v každé posádce bude aspoň jeden zkušený kosmonaut.
Koncem roku 1976 zahájili výcvik v Hvězdném městečku první zahraniční kosmonauti, včetně československých, v rámci programu Interkosmos. Mezinárodní posádky navštěvovaly během týdenního letu orbitální stanici, velitelem byl vždy sovětský kosmonaut s letovou zkušeností. Vzhledem k nedostatku takových kosmonautů v oddílu CPK, byli do programu zařazeni i členové oddílu NPO Energija Rukavišnikov (náhradník československého letu, letěl s Bulharem) a Kubasov (náhradník polského letu, letěl s Maďarem). Byly to první případy, kdy v posádce nebyl kosmonaut - voják z CPK.
Na stanici Saljut 7 od roku 1982 a jejího podstatně mohutnějšího nástupce Mir, v letech 1986 - 2000, létali kosmonauti v trojmístných lodích Sojuz T (od 1986 Sojuz TM). Členové oddílu NPO Energija (od 1994 přejmenované na RKK Energija) zastávali v posádkách tradičně funkci palubních inženýrů, velitel byl vždy z oddílu CPK, třetí člen posádky byl doplněn v závislosti na programu letu.

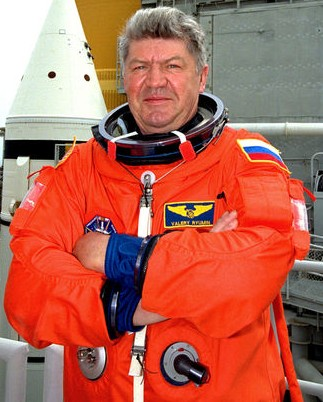
Valerij Rjumin před posledním letem 1998

## Raketoplán Buran
Vedení NPO Energija zastávalo názor, že také v raketoplánu Buran, tak jako v ostatních kosmických lodích, musí letět vedle pilota-velitele palubní inženýr z jejich oddílu.
Na let raketoplánem byli vyčleněni:
- Alexandr Balandin (1979 – 1984)
- Alexandr Lavějkin (1979 – 1984)
- Musa Manarov (1979 – 1982)
- Valentin Lebeděv (1983 – 1986)
- Alexandr Ivančenkov (1983 – 1992)
- Gennadij Strekalov (1985 – 1988)
- Sergej Krikaljov (1986 – 1988)

## Orbitální stanice – ISS
Na stanici ISS létali zástupci oddílu RKK Energija pravidelně v rámci ruské poloviny posádky. O místa se kosmonauti oddílu Energije dělili s členy oddílu CPK, vzhledem k komplikovanému sestavování posádek bylo pravidlo o velitelích lodí z CPK a palubních inženýrech z Energije opuštěno. Ruské kosmonauty do posádek vybírala komise složená ze zástupců Roskosmosu, CPK a RKK Energija.

## Zánik oddílu
V souvislosti s rozhodnutím Roskosmosu o vytvoření jediného oddílu kosmonautů v Rusku přijatém v prosinci 2010 začali v lednu 2011 kosmonauti společnosti Energija přecházet do oddílu Střediska přípravy kosmonautů. K létu 2011 v Energii zůstali pouze dva.

## Náčelníci oddílu
- Sergej Anochin 23. května 1966 – 27. března 1974
- Oleg Makarov 27. března 1974 – 1977
- Vitalij Sevasťjanov 5. ledna 1977 – 9. února 1979
- Valerij Kubasov 1979 – 1985
- Gennadij Strekalov 25. března 1985 – 2003
- Pavel Vinogradov 6. února 2003 – 30. října 2007
- Jurij Usačov 30. října 2007 – 2011

## Přehled kosmonautů oddílu
Uvedeni jsou členové skupiny zkušebních inženýrů vzniklé 23. května 1966, a členové oddílu kosmonautů založeného 27. května 1968.
V kolonce „V odílu od“ je uvedeno datum zařazení do oddílu, pouze u účastníků náborů z let 2003 a 2006 je uvedeno datum doporučení Meziresortní komise pro výběr kosmonautů k zařazení do oddílu.
| Jméno                            | Narození úmrtí                     | V oddílu od                               | Lety | Celkem v kosmu               | V oddílu do                    |
| -------------------------------- | ---------------------------------- | ----------------------------------------- | --- | ---------------------------- | ------------------------------ |
| Sergej Nikolajevič Anochin       | 1. dubna 1910 15. dubna 1986       | 23. května 1966                           | |                              | 27. května 1968                |
| Vladimir Jevgrafovič Bugrov      | 18. ledna 1933                     | 23. května 1966                           | |                              | 27. května 1968                |
| Vladislav Nikolajevič Volkov     | 23. listopadu 1935 30. června 1971 | 23. května 1966                           | Sojuz 7, 1969 Sojuz 11/Saljut 1, 1971 | 28 dní, 17 hodin a 2 minuty  | 30. června 1971                |
| Georgij Michajlovič Grečko       | 25. května 1931 8. dubna 2017      | 23. května 1966                           | Sojuz 17/Saljut 4, 1975 Sojuz 26/Saljut 6, 1977/78 Sojuz T-14/Saljut 7/T-13, 1985                                                            | 134 dní, 20 hodin a 33 minut | 5. června 1986                 |
| Gennadij Alexandrovič Dolgopolov | 14. listopadu 1935                 | 23. května 1966                           | |                              | 3. května 1967                 |
| Alexej Stanislavovič Jelisejev   | 13. července 1934                  | 23. května 1966                           | Sojuz 5, 1969 Sojuz 8, 1969 Sojuz 10, 1971                                                                                                   | 8 dní, 22 hodin a 23 minut   | 19. prosince 1985              |
| Valerij Nikolajevič Kubasov      | 7. ledna 1935 19. února 2014       | 23. května 1966                           | Sojuz 6, 1969 Sojuz 19, 1975 Sojuz 36, 1980                                                                                                  | 18 dní, 17 hodin a 59 minut  | 19. prosince 1985              |
| Oleg Nikolajevič Makarov         | 6. ledna 1933 28. května 2003      | 23. května 1966                           | Sojuz 12, 1973 Sojuz 18a, 1975 Sojuz 27/Saljut 6, 1978 Sojuz T-3/Saljut 6, 1980                                                              | 20 dní, 17 hodin a 22 minut  | 3. listopadu 1993              |
| Vitalij Ivanovič Sevasťjanov     | 8. července 1935                   | 31. ledna 1967                            | Sojuz 9, 1970 Sojuz 18/Saljut 4, 1975 | 80 dní 16 hodin a 19 minut   | 30. prosince 1993              |
| Nikolaj Nikolajevič Rukašvinikov | 18. září 1932 19. října 2002       | 1. února 1967                             | Sojuz 10/Saljut 1, 1971 Sojuz 16, 1974 Sojuz 33, 1979                                                                                        | 9 dní, 21 hodin a 11 minut   | 7. července 1987               |
| Vladimir Petrovič Nikitskij      | 8. března 1939                     | 18. srpna 1967                            | |                              | 27. května 1968                |
| Viktor Ivanovič Pacajev          | 19. června 1933 30. června 1971    | 18. srpna 1967                            | Sojuz 11/Saljut 1 | 23 dní, 18 hodin a 22 minut  | 30. června 1971                |
| Valerij Alexandrovič Jazdovskij  | 8. června 1930 10. listopadu 2012  | 18. srpna 1967                            | |                              | 1. července 1982               |
| Konstantin Petrovič Feoktistov   | 7. února 1926                      | 27. května 1968                           | Voschod 1, 1964 | 1 den a 17 minut             | 28. října 1987                 |
| Boris Dmitrijevič Andrejev       | 6. října 1940                      | 22. března 1972                           | |                              | 5. září 1983                   |
| Valentin Vitaljevič Lebeděv      | 14. dubna 1942                     | 22. března 1972                           | Sojuz 13, 1973 Sojuz T-5/Saljut 7, 1982 | 219 dní a 6 hodin            | 4. listopadu 1989              |
| Jurij Anatoljevič Ponomarjov     | 24. března 1932 13. dubna 2005     | 22. března 1972                           | |                              | 11. dubna 1983                 |
| Vladimir Viktorovič Aksjonov     | 1. února 1935                      | 21. března 1973                           | Sojuz 22, 1976 Sojuz T-2/Saljut 6, 1980 | 11 dní, 20 hodin a 12 minut  | 17. října 1988                 |
| Alexandr Sergejevič Ivančenkov   | 28. září 1940                      | 21. března 1973                           | Sojuz 29/Saljut 6/Sojuz 33, 1978 Sojuz T-6/Saljut 7, 1982                                                                                    | 147 dní, 12 hodin a 38 minut | 3. listopadu 1993              |
| Valerij Viktorovič Rjumin        | 16. srpna 19396. června 2022       | 21. března 1973                           | Sojuz 25, 1977 Sojuz 32/Saljut 6/Sojuz 34, 1979 Sojuz 35/Saljut 6/Sojuz 37, 1980 STS-91/Mir, 1998                                            | 371 dní, 17 hodin a 27 minut | 28. října 1987                 |
| Gennadij Michajlovič Strekalov   | 28. října 1940 25. prosince 2004   | 21. března 1973                           | Sojuz T-3/Saljut 6, 1980 Sojuz T-8, 1983 Sojuz T-10a, 1983 Sojuz T-11/Saljut 7/T-10, 1984 Sojuz TM-10/Mir, 1990 Sojuz TM-21/Mir/STS-71, 1995 | 268 dní, 22 hodin a 25 minut | 17. ledna 1995                 |
| Alexandr Pavlovič Alexandrov     | 20. února 1943                     | 8. prosince 1978                          | Sojuz T-9/Saljut 7, 1983 Sojuz TM-3/Mir, 1987                                                                                                | 309 dní, 18 hodin a 3 minut  | 26. října 1993                 |
| Alexandr Nikolajevič Balandin    | 30. července 1953                  | 8. prosince 1978                          | Sojuz TM-9/Mir, 1990 | 179 dní, 1 hodina a 18 minut | 17. října 1994                 |
| Alexandr Ivanovič Lavějkin       | 21. dubna 1951                     | 8. prosince 1978                          | Sojuz TM-2/Mir | 174 dní, 3 hodiny a 26 minut | 28. března 1994                |
| Musa Chiramanovič Manarov        | 22. března 1951                    | 8. prosince 1978                          | Sojuz TM-4/Mir/TM-6, 1987/88 Sojuz TM-10/Mir, 1990/91                                                                                        | 541 dní a 31 minut           | 23. července 1992              |
| Viktor Petrovič Savinych         | 7. března 1940                     | 8. prosince 1978                          | Sojuz T-4/Saljut 6, 1981 Sojuz T-13/Saljut 7/T-14, 1985 Sojuz TM-5/Mir, 1988                                                                 | 252 dní, 17 hodin a 38 minut | 9. února 1989                  |
| Alexandr Alexandrovič Serebrov   | 15. února 1944 12. listopadu 2013  | 8. prosince 1978                          | Sojuz T-7/Saljut 7/T-5, 1982 Sojuz T-8, 1983 Sojuz TM-8/Mir, 1989/90 Sojuz TM-17/Mir, 1993/94                                                | 372 dní, 22 hodin a 54 minut | 10. května 1995                |
| Vladimir Alexejevič Solovjov     | 11. listopadu 1946                 | 8. prosince 1978                          | Sojuz T-10/Saljut 7/T-11, 1984 Sojuz T-15/Saljut 7/Mir, 1986                                                                                 | 361 dní, 22 hodin a 50 minut | 18. února 1994                 |
| Natalija Dmitrijevna Kulešovová  | 14. března 1956                    | 26. září 1980                             | |                              | 23. července 1992              |
| Irina Rudolfovna Proninová       | 14. dubna 1953                     | 16. března 1981                           | |                              | 23. července 1992              |
| Světlana Jevgeněvna Savická      | 8. srpna 1948                      | 16. května 1983 (převedena z MMZ Skorosť) | Sojuz T-7/Saljut 7/T-5, 1982 Sojuz T-12/Saljut 7, 1984                                                                                       | 19 dní, 17 hodin a 7 minut   | 27. října 1993                 |
| Sergej Alexandrovič Jemeljanov   | 3. srpna 1951 5. prosince 1992     | 13. dubna 1984                            | |                              | 9. července 1992               |
| Alexandr Jurjevič Kaleri         | 13. května 1956                    | 13. dubna 1984                            | Sojuz TM-14/Mir, 1992 Sojuz TM-24/Mir, 1996/97 Sojuz TM-30/Mir, 2000 Sojuz TMA-3/ISS, 2003/04 Sojuz TMA-01M/ISS, 2010/11                     | 769 dní, 6 hodin a 35 minut  | aktivní                        |
| Andrej Jevgeňjevič Zajcev        | 5. srpna 1957 5. května 2010       | 10. listopadu 1985                        | |                              | 14. března 1996                |
| Sergej Konstantinovič Krikaljov  | 27. srpna 1958                     | 10. listopadu 1985                        | Sojuz TM-7/Mir, 1988/89 Sojuz TM-12/Mir/TM-13, 1991/92 STS-60, 1994 STS-88/ISS, 1998 Sojuz TM-31/ISS/STS-102, 2000/01 Sojuz TMA-6/ISS, 2005  | 803 dní, 9 hodin a 41 minut  | 27. března 2009                |
| Sergej Vasiljevič Avdějev        | 1. ledna 1956                      | 3. července 1987                          | Sojuz TM-15/Mir, 1992/93 Sojuz TM-22/Mir, 1995/96 Sojuz TM-28/Mir/TM-29, 1998/99                                                             | 747 dní, 14 hodin a 14 minut | 14. února 2003                 |
| Nikolaj Michajlovič Budarin      | 29. dubna 1953                     | 27. února 1989                            | STS-71/Mir/Sojuz TM-21, 1995 Sojuz TM-27/Mir, 1998 STS-113/ISS/Sojuz TMA-1, 2002/03                                                          | 444 dní, 1 hodina a 26 minut | 7. září 2004                   |
| Jelena Vladimirovna Kondakovová  | 30. března 1957                    | 27. února 1989                            | Sojuz TM-20/Mir, 1994/95 STS-84/Mir, 1997 | 178 dní, 10 hodin a 42 minut | 30. prosince 1999              |
| Alexandr Fjodorovič Poleščuk     | 30. října 1953                     | 27. února 1989                            | Sojuz TM-16/Mir, 1993 | 179 dní a 44 minut           | 25. března 2004                |
| Jurij Vladimirovič Usačov        | 9. října 1957                      | 27. února 1989                            | Sojuz TM-18/Mir, 1994 Sojuz TM-23/Mir, 1996 STS-101/ISS, 2000 STS-102/ISS/STS-105, 2001                                                      | 552 dní, 22 hodin a 27 minut | 5. dubna 2004                  |
| Pavel Vladimirovič Vinogradov    | 31. srpna 1953                     | 13. května 1992                           | Sojuz TM-26/Mir, 1997/98 Sojuz TMA-8/ISS, 2006                                                                                               | 308 dní, 16 hodin a 18 minut | aktivní                        |
| Alexandr Ivanovič Lazutkin       | 30. října 1957                     | 13. května 1992                           | Sojuz TM-25/Mir, 1997 | 184 dní, 22 hodin a 8 minut  | 22. listopadu 2007             |
| Sergej Jevgenjevič Treščov       | 18. srpna 1958                     | 13. května 1992                           | STS-111/ISS/STS-113, 2002 | 184 dní, 22 hodin a 16 minut | 30. listopadu 2006             |
| Naděžda Vasiljevna Kuželná       | 6. listopadu 1962                  | 16. června 1994                           | |                              | 27. května 2004                |
| Michail Vladislavovič Ťurin      | 2. března 1960                     | 16. června 1994                           | STS-105/ISS/STS-108, 2001 Sojuz TMA-9/ISS, 2006/07                                                                                           | 344 dní, 5 hodin a 9 minut   | 26. února 2011, přešel do CPK  |
| Konstantin Mirovič Kozejev       | 1. prosince 1967                   | 2. dubna 1996                             | Sojuz TM-33/ISS/TM-32, 2001 | 9 dní a 20 hodin             | 22. listopadu 2008             |
| Sergej Nikolajevič Revin         | 12. ledna 1966                     | 2. dubna 1996                             | |                              | 22. ledna 2011, přešel do CPK  |
| Fjodor Nikolajevič Jurčichin     | 3. ledna 1959                      | 14. října 1997                            | STS-112/ISS, 2002 Sojuz TMA-10/ISS, 2007 Sojuz TMA-19/ISS, 2010                                                                              | 370 dní, 20 hodin a 14 minut | 7. února 2012, přešel do CPK   |
| Oleg Ivanovič Skripočka          | 24. prosince 1969                  | 14. října 1997                            | Sojuz TMA-01M/ISS, 2010/11 | 159 dní, 8 hodin a 43 minut  | 11. června 2011, přešel do CPK |
| Michail Borisovič Kornijenko     | 15. dubna 1960                     | 10. dubna 1998                            | Sojuz TMA-18/ISS, 2010 | 176 dní, 1 hodina a 18 minut | 22. ledna 2011, přešel do CPK  |
| Oleg Dmitrijevič Kononěnko       | 21. června 1964                    | 15. ledna 1999 převeden z CSKB-Progress   | Sojuz TMA-12/ISS, 2008 | 198 dní, 16 hodin a 20 minut | 22. ledna 2011, přešel do CPK  |
| Oleg Germanovič Artěmjev         | 28. prosince 1970                  | 29. května 2003                           | |                              | 22. ledna 2011, přešel do CPK  |
| Andrej Ivanovič Borisenko        | 17. dubna 1964                     | 29. května 2003                           | |                              | 10. února 2011, přešel do CPK  |
| Mark Vjačeslavovič Serov         | 23. května 1974                    | 29. května 2003                           | |                              | 28. ledna 2011                 |
| Jelena Olegovna Serovová         | 22. dubna 1976                     | 11. října 2006                            | |                              | 22. ledna 2011, přešla do CPK  |
| Nikolaj Vladimirovič Tichonov    | 23. května 1982                    | 11. října 2006                            | |                              | 22. ledna 2011, přešel do CPK  |
| Andrej Nikolajevič Babkin        | 21. dubna 1969                     | 28. dubna 2010                            | |                              | 22. ledna 2011, přešel do CPK  |
| Sergej Vladimirovič Kuď-Sverčkov | 23. srpna 1983                     | 28. dubna 2010                            | |                              | 22. ledna 2011, přešel do CPK  |
| Svjatoslav Andrejevič Morozov    | 22. srpna 1985                     | 8. listopadu 2010                         | |                              | 25. ledna 2011, přešel do CPK  |
| Ivan Viktorovič Vagner           | 10. července 1985                  | 8. listopadu 2010                         | |                              | 22. ledna 2011, přešel do CPK  |